# Dream ON (彩音の曲)
「Dream ON」（ドリーム・オン）は、日本の女性歌手、彩音の楽曲。28枚目のシングルとして2023年8月23日にMAGES.より発売された。

## 概要
- 前作「Anagram of Coda」以来約1年ぶりとなるリリースであり、2023年に唯一リリースされたシングル。
- 表題曲は、Playstation 5、Playstation 4、Nintendo Switch用ゲームソフト『超次元ゲイム ネプテューヌ GameMaker R:Evolution』のオープニングテーマに起用されされ[2]、ネプテューヌシリーズのタイアップ曲としては6作目となる。楽曲は2023年5月25日にネプチューンの公式Youtubeチャンネルでゲームオープニングムービー動画として初公開された[3]。
- さらに、『ひぐうみSound』が手がけた配信シングル「ひぐらしのなく頃に イメージソング『紡ぎ彩流』」から、彩音のために制作された「揺籃より愛を込めて」CD初収録と、本木咲黒とデュエットした「libra」の彩音ソロバージョンがカップリングとして収録されている[2]。
- CDジャケットには、ネプテューヌシリーズの登場人物である大人ネプテューヌが描かれている。ブックレットには彩音撮り下ろし写真を掲載。

## チャート成績
2023年9月4日付のオリコン週間シングルランキングでは197位を獲得し、初動売上は96枚を記録した。

## 収録曲
| #  | タイトル                          | 作詞       | 作曲     | 編曲          |
| -- | --------------------------------- | ---------- | -------- | ------------- |
| 1. | 「Dream ON」                      | 彩音       | 石田秀登 | 石田秀登      |
| 2. | 「揺籃より愛を込めて」            | 佐倉かなえ | dai      | xaki          |
| 3. | 「libra」(AYANE Solo Ver.)        | 本木咲黒   | M.Zakky  | xaki、M.Zakky |
| 4. | 「Dream ON」(Off Vocal)           |            |          |               |
| 5. | 「揺籃より愛を込めて」(Off Vocal) |            |          |               |
| 6. | 「libra」(Off Vocal)              |            |          |               |